# Erich Wichmann-Harbeck
Erich Wichmann-Harbeck (27 de octubre de 1900-Villarrica, 24 de agosto de 1976)[cita requerida] fue un velerista olímpico alemán nacionalizado chileno. Fue el único representante de Chile en la competencia de vela monotipo en los Juegos Olímpicos de Berlín 1936.

## Biografía
A los 19 años emigró desde Hamburgo a Brasil, y de allí paso a Chile, donde obtuvo la nacionalidad en Valparaíso el 27 de mayo de 1931.[cita requerida]
Aficionado desde muy joven a la navegación, participó en representación de Chile en la competencia de vela monotipo en los Juegos Olímpicos que organizó el régimen nazi en 1936. Allí obtuvo el cuarto lugar en su velero Mainz con 130 puntos, siendo superado por solo un punto por el representante de Inglaterra Peter Scott, quien logró la medalla de bronce. La medalla de oro la obtuvo Daniel Kagchelland (Países Bajos) con 163 puntos, y la medalla de plata Werner Krogmann (Alemania) con 150. Fue el primer competidor chileno en obtener un puesto premiado por un cuarto lugar en competencias olímpicas, cuestión que solo replicó el gimnasta Tomás González en los Juegos Olímpicos de 2012.